# 斎藤村 (愛知県)
斎藤村（さいとうむら）は、愛知県丹羽郡にかつてあった村（町村制施行前の村）。
現在の扶桑町斎藤にあたる。

## 歴史
斎藤は古代、前利または前刀と呼んだ地である。いつ頃から斎藤と呼ぶようになったかは明らかでないが、1608年（慶長13年）の検地帳には「尾張国丹羽郡前利村」とあり、1755年（宝暦5年）の検地帳には「尾州斎藤村」と書かれていることから、江戸時代に斎藤村と呼ぶようになったことが分かる。伝承によれば、慶長の頃この村に疫病が広まった時、人々は村名が前利神社と同じであるため、神の怒りであろうと思い、前利を斎藤に改めたと言われている。
中古、この地には一色金念寺という巨刹が建立され、村の中心となったが次第に荒廃し廃寺となった。今の金念塚はその名残であるという。後になって、慶長年間に医王山正覚寺が建立され、地域の人々の信仰を集め次第に戸口を増やし耕地も開拓された。しかしこの地も木曽川の洪水により、しばしば耕地は荒らされ人家も転々と変わった。新須、大垂、小垂、石川、下島などの地名も、これにちなんだ地名と思われる。
1607年（慶長12年）御囲堤ができてから恵まれた土地となった。また、1648年（慶安元年）木津用水が開削され、その支流がこの里の川田を潤した。寛文年間と比較して戸数、人口ともに大きく増加した。
1734年（享保19年）尾張藩領となり、1785年（天明5年）小牧代官所の支配下に入った。

## 沿革
- 1889年（明治22年）10月1日 - 高木村と合併し豊国村発足。
- 1906年（明治39年）10月1日 - 山名村、高雄村の一部、柏森村の一部と合併し、扶桑村発足。同日豊国村は廃止。

## 地理
『天保村絵図』を見ると、村のほぼ中央に居屋敷があり、北部と西部に丑新田、午新田、亥新田など開発され検地が行われた年を示す新田がある。その他はほとんどが畑になっている。